# Stretto di Vil'kickij
Lo stretto di Vil'kickij (in russo пролив Вилькицкого, proliv Vil'kickogo; Vilkitsky nella traslitterazione anglosassone) è un braccio di mare a sud dell'arcipelago russo di Severnaja Zemlja; è situato nelle acque territoriali di Krasnojarsk.
Prende il nome dal cartografo e geodeta Boris Andreevič Vil'kickij, (Борис Андреевич Вилькицкий, 1885-1961) che lo scoprì
nel 1913, durante la spedizione idrografica della Marina imperiale russa nell'Oceano Artico con le navi Tajmyr e Vajgač e di suo padre Andrej Ippolitovič Vil'kickij.

## Geografia
Lo stretto collega il mare di Kara, a ovest, con quello di Laptev e divide l'isola Bolscevica (Severnaya Zemlya) dalla penisola del Tajmyr. La lunghezza dello stretto è di 104 km, è largo circa 55 km, e ha una profondità tra i 32 e i 210 m. È coperto di ghiaccio alla deriva buona parte dell'anno. Lo stretto di Vil'kickij è lo stretto più settentrionale della rotta russa del mare del Nord.

## Isole presenti nello stretto
- Isole di Heiberg (острова Гейберга), all'ingresso occidentale dello stretto.
- Isole di Fearnley (острова Фирнлея), nella parte meridionale dell'ingresso occidentale.
- Malyj Tajmyr (Малый Таймыр) e Starokadomskij (Старокадомского), all'ingresso orientale dello stretto.
- Isola di Helland-Hansen (остров Гелланд-Гансена) e isola Pervomajskij (остров Первомайский), vicino alla costa della penisola del Tajmyr.